# Szerep
Szerep là một thị trấn thuộc hạt Hajdú-Bihar, Hungary. Thị trấn này có diện tích 56,04 km², dân số năm 2010 là 1527 người, mật độ 27 người/km².